# Boris Michailowitsch Sawadowski

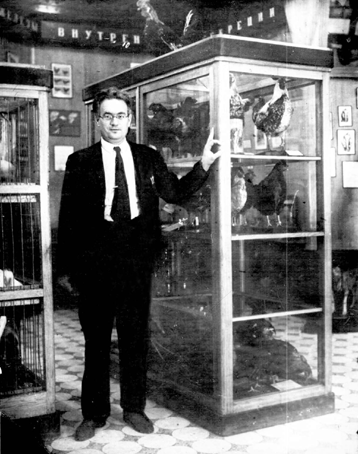
Boris Michailowitsch Sawadowski

Boris Michailowitsch Sawadowski (russisch Борис Михайлович Завадовский; * 1. Januarjul. / 13. Januar 1895greg. im Dorf Pokrowka-Skoritschewo, Ujesd Elisabethgrad, Gouvernement Cherson; † 31. März 1951 in Moskau) war ein sowjetischer Biologe, Physiologe und Hochschullehrer.

## Leben
Sawadowski stammte aus einer adligen Familie und wuchs als siebtes Kind auf dem väterlichen Landsitz Pokrowka-Skoritschewo (Покровка-Скоричево ⊙), einem seit 2014 nicht mehr existenten Dorf im Rajon Jelanez der ukrainischen Oblast Mykolajiw, auf. Er studierte an der Universität Moskau und war dort im Ersten Weltkrieg 1915–1916 Assistent. 1917 schloss er das Studium ab. Nach der Oktoberrevolution unterrichtete er 1918–1919 an der Städtischen Moskauer Schanjawski-Volksuniversität.
Im Sommer 1919 nahm Sawadowski an einer Studentenexpedition der Schanjawski-Volksuniversität teil und führte in Neu-Askanien erste experimentelle Arbeiten zur Untersuchung des Einflusses der Schilddrüse auf das Tierverhalten durch. Wegen der Fronten des Bürgerkriegs konnte er nicht nach Moskau zurückkehren, so dass er in Odessa blieb und fast ein Jahr lang am Lehrstuhl für Physiologie der Universität Odessa arbeitete.
1920 wurde Sawadowski Professor für Biologie an der Kommunistischen Swerdlow-Universität in Moskau. Er leitete dort den Lehrstuhl für Biologie (bis 1935) und war Direktor des Laboratoriums für experimentelle Biologie (bis 1938). 1922 gründete er das Timirjasew-Biologiemuseum in dem früheren Museum der russischen Altertümer Pjotr Iwanowitsch Schtschukins in Moskau. 1932 trat er in die KPdSU ein. Im selben Jahr wurde er Mitglied der Deutschen Akademie der Naturforscher Leopoldina in Halle. 1934 wurde er zum Doktor der Agrarwissenschaften promoviert. 1935 wurde er zum Vollmitglied der Sowjetischen Akademie für Landwirtschaftswissenschaften gewählt. Sein Forschungsschwerpunkt war die Physiologie der Drüsen. Er untersuchte die Fortpflanzung von Haustieren und die das Wachstum der Nutztiere bestimmenden Faktoren, insbesondere die Effekte des Einsatzes von Hormonen.
In mehreren Prawda-Artikeln kritisierte Sawadowski die Forschungsarbeit des Biophysikers Alexander Leonidowitsch Tschischewski, den er als Scharlatan bezeichnete, und unterstellte ihm antisowjetische und konterrevolutionäre Ideen. Tschischewski erhielt 1933 ein Veröffentlichungsverbot und wurde 1936 entlassen mit Auflösung seines Laboratoriums. Sawadowskis Kritik an der Wissenschaftlichkeit der Forschungsarbeit Tschischewskis wurde 1940 von dem Physiker Abram Fjodorowitsch Joffe in seinem Untersuchungsbericht bestätigt.
1936–1941 und 1943–1951 führte Sawadowski den Lehrstuhl für Darwinismus des Moskauer Städtischen Potjomkin-Instituts für Pädagogik. 1940 wurde er Mitglied der Zoological Society of London. 1945–1951 leitete er eine Arbeitsgruppe zur Untersuchung der chemischen Natur der Hormone im Laboratorium für organische Arzneistoffe des Volkskommissariats für Fleisch- und Milchindustrie.
Als 1948 auf der August-Sitzung der Sowjetischen Akademie für Landwirtschaftswissenschaften die Anhänger des Lyssenkoismus die klassische Genetik zerschmetterten, gehörte Sawadowski zu den kritisierten Personen. Sawadowski verhielt sich vorsichtig, verwies darauf, dass er sich bereits 1926 in dem Buch über Darwinismus und Marxismus gegen die formale Genetik gestellt hatte, und vertrat den Darwinismus auf der Basis der Arbeiten Timirjasews. Auch versuchte er, Iwan Iwanowitsch Schmalhausen zu verteidigen, wobei er seinen eigenen Bruder Michail Michailowitsch Sawadowski wegen des Morganismus kritisierte. Sawadowski blieb das Ziel von Angriffen von Sergei Fjodorowitsch Demidow, Wsewolod Nikolajewitsch Stoletow und Issaak Israilewitsch Present, worauf er seine Stelle als Direktor des Biologiemuseums verlor.
Sawadowski wurde auf dem Wagankowoer Friedhof begraben.